# Rue des Montibœufs
La rue des Montibœufs est une voie du 20e arrondissement de Paris, en France.

## Origine du nom
Cette voie doit son nom au lieu-dit des Montibœufs dont l'existence remonte à 1350.

## Historique
Cette voie de l'ancienne commune de Charonne, ancienne section du chemin des Bas-Montibœufs devenu plus tard « sentier des Montibœufs », est indiquée sur le plan cadastral dressé en 1812.
Classée dans la voirie parisienne en vertu du décret du 23 mai 1863, elle prend sa dénomination actuelle par un décret du 1er février 1877.
Par un arrêté du 10 février 1915 approuvé par un décret du 30 mars 1915, le tronçon compris entre la rue Pelleport et la place Octave-Chanute est détaché de la rue des Montibœufs pour former la rue du Capitaine-Ferber.